# Babes in Toyland (Band)
Babes in Toyland war eine Punk-Band, die 1988 in Minneapolis gegründet wurde.

## Bandgeschichte
Kat Bjelland, Bandgründerin, Gitarristin, Sängerin und Songwriterin, die früher mit Courtney Love (später in der Band Hole) und Jennifer Finch (später L7) die Band Sugar Baby Doll gegründet hatte, wurde am 9. Dezember 1963 in San Francisco geboren. Babes in Toyland bestand, nachdem sich Sugar Baby Doll wegen Streitereien zwischen Courtney Love und Kat Bjelland aufgelöst hatte, wobei Bjelland Love einige Male zuvor aus der Band geworfen hatte, aus Kat Bjelland, Lori Barbero am Schlagzeug und Michelle Leon am Bass. Babes in Toyland lösten sich jedoch auch auf, überlebten aber länger als Hole. Kat Bjelland gründete anschließend eine neue Band namens Katastrophy Wife. Im Herbst 2014 wurde eine Reunion der Band mit Maureen Herman am Bass angekündigt, es folgten im Frühjahr 2015 einige Konzertauftritte. Im Mai 2020 bestätigte Lori Barbero im Podcast Conan Neutrons Protonic Reversal, dass sich Babes in Toyland wieder aufgelöst haben und es kaum Chancen auf eine weitere Wiedervereinigung gibt.

## Stil
Die Musik der Babes war etwas anders als die vieler anderer Riot-Grrrl-Bands wie etwa Bikini Kill oder Bratmobile. Das auffallende Schlagzeug, die zum Teil ungewöhnlich rauen Gitarrenriffs (mit einigen Grunge-Einflüssen), der aggressive Gesang von Kat und die zornigen Lyrics kombiniert mit unschuldigen Puppenkleidchen-Outfits und der Attitüde des Punks waren Stilmittel, mit denen die Band die Anliegen der Riot-Grrrl-Bewegung auf ihre eigene Art und Weise ausdrückte.

## Diskografie
- 1989: Spanking Machine
- 1991: To Mother
- 1992: Fontanelle
- 1993: Painkillers
- 1995: Nemesisters
- 2000: Devil (Kompilationsalbum)